# Маяк (Костромская область)
Маяк — посёлок в Вохомском районе Костромской области России. Входит в состав Вохомского сельского поселения.

## История
В 1966 г. указом президиума ВС РСФСР посёлок Гробовский Мост переименован в Маяк.

## Население
| 2008 | 2010 | 2014 |
| ---- | ---- | ---- |
| 177  | ↘132 | ↗155 |